# ヘイソン・ラミレス
ヘイソン・ヘスス・ラミレス・チャコン（Jeizon Jesús Ramírez Chacón, 2001年3月24日 - ）は、ベネズエラ・タチラ州サン・クリストバル出身のプロサッカー選手。メジャーリーグサッカーのレアル・ソルトレイクに所属している。ポジションはMF。

## 来歴
2017年にリーガFUTVEのデポルティーボ・タチラFCのトップチームに15歳で昇格。同年4月17日のエストゥディアンテス・デ・メリダ戦でプロデビュー。翌2018年2月24日モナガスSC戦で、プロ初ゴールを記録。同年シーズンは24試合、2019年シーズンは33試合に出場するなど、十代でチームの中心選手に成長した。
2020年2月6日、レアル・ソルトレイクと契約したことが発表された。